# Postolice
Postolice (niem. Poselwitz) – wieś w Polsce położona w województwie dolnośląskim, w powiecie jaworskim, w gminie Wądroże Wielkie.

## Podział administracyjny
W latach 1975–1998 miejscowość administracyjnie należała do województwa legnickiego.

## Nazwa
Według niemieckiego geografa oraz językoznawcy Heinricha Adamy’ego nazwa pochodzi od staropolskiej nazwy funkcji stolnika lub podstolego. W swoim dziele o nazwach miejscowych na Śląsku wydanym w 1888 roku we Wrocławiu wymienia jako najstarszą zanotowaną nazwę miejscowości w staropolskiej formie Postelicz podając jej znaczenie "Dorf des Podstoł (Truchses)" czyli po polsku "Wieś podstolego".
W dokumencie z 1217 roku wydanym przez biskupa wrocławskiego Lorenza miejscowość wymieniona jest w zlatynizowanej, staropolskiej formie Postolici. Niemcy zgermanizowali nazwę na Poselwitz w wyniku czego utraciła ona swoje pierwotne znaczenie.

## Zabytki
Do wojewódzkiego rejestru zabytków wpisane są obiekty:
- kościół filialny pw. św. Marcina, z XIV-XVI w., przebudowany w XIX/XX w.
- cmentarz przykościelny.